# Wittenborn (Szlezwik-Holsztyn)
Wittenborn – gmina w Niemczech w kraju związkowym Szlezwik-Holsztyn, w powiecie Segeberg, wchodzi w skład urzędu Leezen.